# Highland (Wisconsin)
Highland és una població dels Estats Units a l'estat de Wisconsin. Segons el cens del 2000 tenia 855 habitants.

## Demografia
Segons el cens del 2000, Highland tenia 855 habitants, 348 habitatges, i 228 famílies. La densitat de població era de 292,1 habitants per km².
Dels 348 habitatges en un 29,6% hi vivien nens de menys de 18 anys, en un 54,6% hi vivien parelles casades, en un 8,9% dones solteres, i en un 34,2% no eren unitats familiars. En el 29,3% dels habitatges hi vivien persones soles el 18,1% de les quals corresponia a persones de 65 anys o més que vivien soles. El nombre mitjà de persones vivint en cada habitatge era de 2,44 i el nombre mitjà de persones que vivien en cada família era de 3,03.
Per edats la població es repartia de la següent manera: un 23,9% tenia menys de 18 anys, un 11,1% entre 18 i 24, un 27,4% entre 25 i 44, un 19,2% de 45 a 60 i un 18,5% 65 anys o més.
L'edat mediana era de 36 anys. Per cada 100 dones de 18 o més anys hi havia 90,4 homes.
La renda mediana per habitatge era de 37.228 $ i la renda mediana per família de 44.875 $. Els homes tenien una renda mediana de 30.250 $ mentre que les dones 22.000 $. La renda per capita de la població era de 16.176 $. Aproximadament el 4,8% de les famílies i el 7,2% de la població estaven per davall del llindar de pobresa.

## Poblacions properes
El següent diagrama mostra les poblacions més properes.